# 中国防卫科技学院
中国防卫科技学院位于北京东郊的一所大学，隶属中国远东国际贸易总公司，在全国各地都有分校区（廊坊东燕郊开发区的东校区，北京大兴区的南校区、北京怀柔区的北校区、北京沙河高教园区的新校区，以及黄埔校区、青岛校区），是教育产业化的产物，其自2006年被国家教育部勒令停招至今。
学校实行军事化管理，在山东招生名额530人经山东省考试院录取为计划内招生。自2006年后，院长巍然下台，并因受贿罪入狱。部分老师事业编制转到企业编制至今仍未得到圆满解决。